# زمردی شکم‌ساده
زمردی شکم‌ساده (نام علمی: Chrysuronia leucogaster) گونه‌ای مرغ مگس در گروه «زمردی‌ها»، تبار Trochilini از زیرتیرهٔ Trochilinae است که در برزیل، گویان و ونزوئلا یافت می‌شود.